# Fröken ur sång (Ticke ticke tack)
Fröken ur sång (Ticke ticke tack) är en låt från 1974 med text och musik av Torgny Söderberg. I Melodifestivalen 1974 deltog Titti Sjöblom med Fröken ur sång, som slutade på en fjärde plats. Fröken ur sång släpptes på singel samma år med ackompanjemang av Lars Samuelsons orkester. Låten finns även med på Sjöbloms album Titti/Fröken ur sång från samma år. Låten låg vecka 13-14 på Svensktoppen med en sjundeplats som bästa placering.